# Entemena

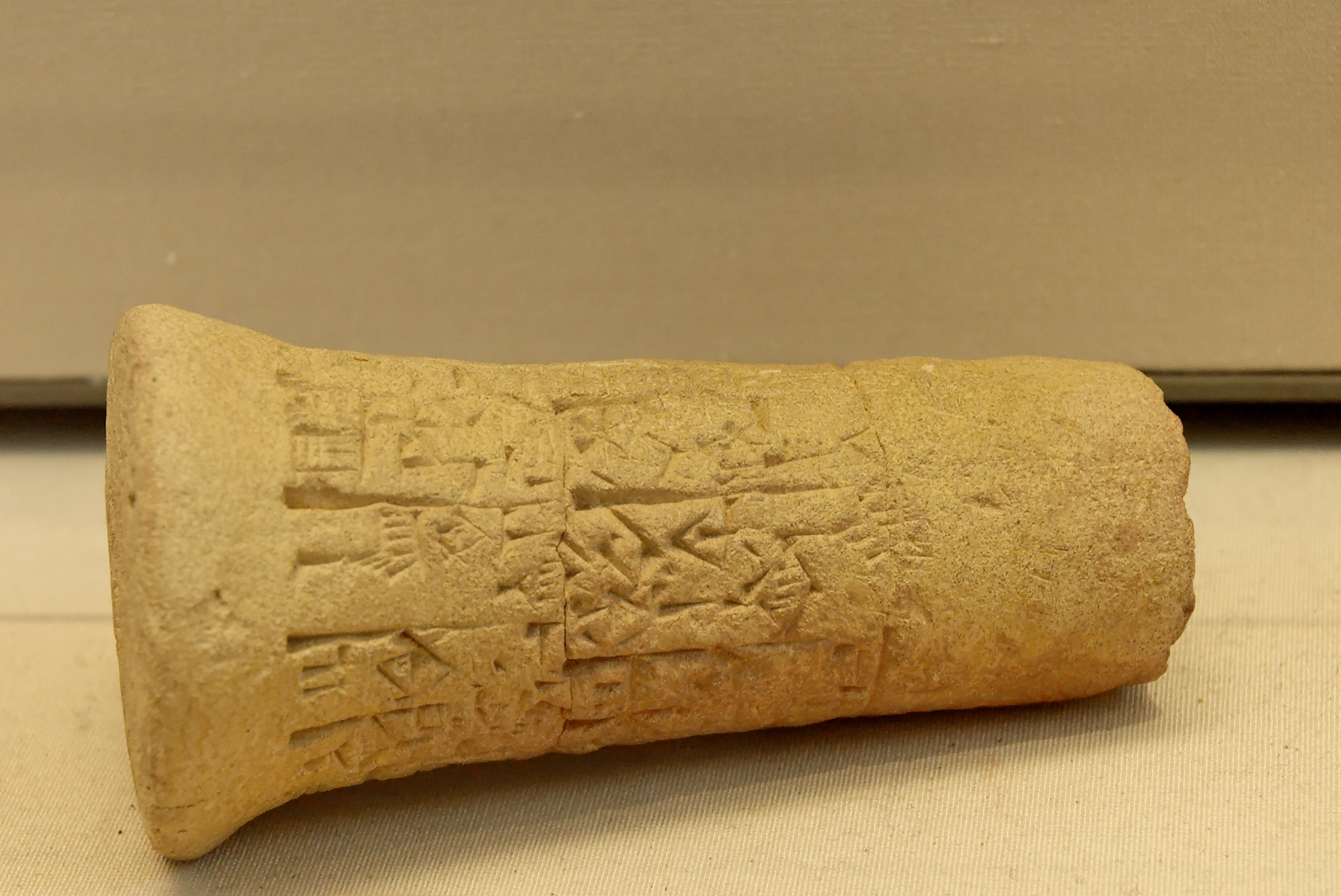
Kleispijker door Entemena gewijd aan de god van Badtibira, inzake het vredesverdrag gesloten tussen Lagaš en Umma. Een gedeelte uit deze inscriptie luidt: "Het was in die tijd dat Entemena, heerser van Lagaš, en Lugal-kiniše-dudu, heerser van Umma, een verdrag van broederschap sloten.". Dit is de oudst bekende diplomatieke tekst. Gevonden in Girsu, ca. 2400 v.Chr.

Entemena(k) (ca. 2404 - 2375 v.Chr.) was ensi (vorst) van Lagaš.
Hij was de vijfde vorst van het huis van Ur-Nanše.
Spoedig nadat hij als generaal voor zijn vader Umma weer de Guedina uitgejaagd had, kwam hij in conflict met Il, het tempelhoofd van Hallab. Deze maakte van de uitputting van zowel Lagaš als Umma gebruik om eerst het gebied van Lagaš binnen te vallen. Hij werd daarbij door Entemena teruggedreven, maar wist daarna wel Umma binnen te vallen en de troon voor zichzelf op te eisen. 
Kiš schijnt zijn oude positie van scheidsrechter weer herwonnen te hebben. Want onder het toeziend oog van de oude hoofdstad werd een compromis uitgewerkt waarbij Lagaš weer een deel van het verloren grondgebied teruggaf, maar Umma vrijstelde van het betalen van reparaties voor de aangerichte vernietigingen. 
Ook op het thuisfront had Entemena problemen. Hij was geen hogepriester en moest de geestelijke macht delen met de priesters, voornamelijk die van Ningirsu. Zij begonnen steeds meer een bedreiging voor zijn macht te worden.

## Verzilting
Van deze koning is bekend dat hij een groot bevloeiingskanaal liet bouwen dat water van de Diklat (Tigris) naar een streek ten oosten van Lagaš voerde. Deze streek was voordien afhankelijk van water van de Purattu. Hoewel het kanaal aanvankelijk tot recordoogsten leidde, was het op langere termijn een ecologische ramp. Er was veel kwelwater aan weerszijden van het kanaal dat tot een verhoging van de grondwaterspiegel, overstromingen en overbevloeiing leidde. 
Het ergste effect was echter de sterk toegenomen verzilting. Dat is goed te zien aan het feit dat zoutgevoelige tarwe langzamerhand vervangen werd door meer zoutminnende gerst. In de streek rond Lagaš en Girsu werd rond 3500 v.Chr. voornamelijk tarwe verbouwd, maar in de tijd van Entemena nam tarwe nog maar een zesde van de oogst voor zijn rekening. Na hem werd het nog erger. In 2100 v.Chr. was er nog maar 2% tarwe en in 1700 v.Chr. nul. Bovendien ging ook de grootte van de oogst achteruit. In Entemena's tijd was de oogst bij Girsu ca. 2400 liter/ha, in 2100 v.Chr. ca. 1460 l/ha en in 1700 v.Chr. minder dan 900.

## Sumerische literatuur
Ook in de literatuur van die dagen klinkt het probleem door. Bijvoorbeeld in het epos van Athrahasis:
..de zwarte velden worden wit
de brede vlakte wordt verstikt met zout..
Het enige effectieve wapen dat de Sumeriërs en hun opvolgers hadden tegen de verzilting was het regelmatig braak laten liggen van het land. Ook nu nog is het gebruikelijk om dit om het jaar te doen. Wilde planten zorgen ervoor dat de bovenlaag uitdroogt en het zout erin daarna wegspoelt.
Entemena werd opgevolgd door zijn zoon Enannatum II.